# 資料竄改
資料竄改（Data diddling）屬於电脑犯罪，是指資料在輸入電腦系統時（或是輸入電腦系統之前）遭到未授權的修改，可能是數據錄入員所為，也可能是计算机病毒或是系統內部問題所造成。修改後的資料在電腦化處理後，可能會讓其他人因詐騙而獲利。為了隱藏這類活動，有時會在一段時間之後還原所修改的資料。其影響可能會很大，可能是在財務數據上略為往上或是往下調整，也有可能是非常複雜的改變，造成整個系統的不穩定。